# حادث قطار الفحص 2015
حادث قطار الفحص 2015 جد في 16 يونيو 2015 على الساعة السادسة والنصف صباحا بمدينة الفحص في تونس، ويتمثل في تصادم بين قطار ركاب وشاحنة.

أسفر الحادث عن وفاة 19 شخصا وجرح 98 آخرين.

## مقالات ذات صلة
- حادث قطار جبل الجلود 2016